# Xenophora pallidula
Xenophora pallidula (nomeada, em inglês, pallid carrier-shell ou pale carrier-shell; na tradução para o português, "concha-transportadora-pálida") é uma espécie de molusco gastrópode marinho pertencente à família Xenophoridae, na ordem Littorinimorpha. Foi classificada por Lovell Augustus Reeve, em 1842, originalmente denominada Phorus pallidulus; sendo distribuída pela região sul da África e costas do Indo-Pacífico, incluindo Filipinas, sul do Japão e Nova Caledônia, na areia da zona nerítica até profundidades consideráveis de quase 1.000 metros.

## Descrição da concha
Concha de formato circular, em vista superior ou inferior, e cônica de espiral baixa, em vista lateral, chegando até 13 centímetros, quando desenvolvida e de coloração branca a amarelada. Ela é caracterizada por aglutinações, na superfície de sua concha, de outras conchas, completas ou quebradas, de moluscos bivalves, gastrópodes, escafópodes e ramos ou fragmentos de corais, Porifera, seixos a detritos de rochas, podendo formar um arranjo radial simétrico; após a Revolução Industrial também aglutinando objetos não-marinhos como tampas de metal. Seu umbílico pode ser encoberto pelo crescimento da concha.

Cinco vistas da concha de Xenophora pallidula (Reeve, 1842)[1]; espécime proveniente das Filipinas.